# 胡塔 (德羅霍貝奇區)
胡塔（烏克蘭語：Гута）是烏克蘭的村落，位於該國西部利沃夫州，由德羅霍貝奇區負責管轄，始建於1439年，面積0.2平方公里，海拔高度632米，2001年人口44，人口密度每平方公里22人。